# Condició política de català
D'acord amb la legislació catalana vigent, la condició política de català és el conjunt dels drets polítics reconeguts per l'Estatut d'Autonomia de Catalunya als ciutadans espanyols que tenen el veïnatge administratiu en qualsevol dels municipis catalans.
No s'ha de confondre el veïnatge administratiu amb el veïnatge civil, ni la condició política de català amb la condició de retornat o retornada.

## Evolució de la condició política de català

### Estatut de Núria (1931)
L'Estatut de 1931, no parla de la condició política de català, sinó de la condició de "ciutadà de Catalunya".
Article 9
Tindran la condició de ciutadans de Catalunya els que la tinguin avui, l'adquiriran aquells que per raó de residència guanyin veïnatge administratiu

### Estatut de 1932
L'Estatut de 1932, no parla de condició política de català, sinó de "condició de català".
Article 4t.
Als efectes del règim autònom d'aquest Estatut, gaudiran de la condició de catalans:
Primer: Els que ho siguin per naturalesa i no hagin adquirit veïnatge administratiu fora de Catalunya.
Segon: Els altres espanyols que hagin adquirit veïnatge dins de Catalunya.

### Estatut de Sau (1979)
L'Estatut d'Autonomia de Catalunya de 1979 és el primer a parlar de la "condició política de catalans".
Article 6
1. Als efectes del present Estatut, gaudeixen de la condició política de catalans els ciutadans espanyols que, d'acord amb les lleis generals de l'Estat, tinguin veïnatge administratiu a qualsevol dels municipis de Catalunya.
2. Gaudeixen, com a catalans, dels drets polítics definits en aquest Estatut els ciutadans espanyols residents a l'estranger que hagin tingut a Catalunya el darrer veïnatge administratiu, i que acreditin aquesta condició al corresponent consolat d'Espanya. També gaudiran d'aquests drets llurs descendents inscrits com a espanyols, si ho sol·liciten així, en la forma que determini la llei de l'Estat.

### Estatut de Miravet (2006)
El nou i actual Estatut d'Autonomia aprovat i refrendat el 2006 parla de la "condició política de catalans".
Article 7. La condició política de catalans
1. Gaudeixen de la condició política de catalans els ciutadans de l'Estat que tenen veïnatge administratiu a Catalunya. Llurs drets polítics s'exerceixen d'acord amb aquest Estatut i les lleis.
2. Gaudeixen, com a catalans, dels drets polítics definits per aquest Estatut els ciutadans de l'Estat residents a l'estranger que han tingut a Catalunya el darrer veïnatge administratiu, i també llurs descendents que mantenen aquesta ciutadania, si així ho sol·liciten, en la forma que determini la llei.

## Efectes legals
La condició política de català té efectes, únicament, pel que fa a la participació en les instàncies de govern de la comunitat autònoma. Hi ha determinades restriccions per als no catalans, com ara pel que fa al sufragi passiu i actiu per al Parlament de Catalunya, o per a ser Síndic de Greuges (STC 60/1987). També cal tenir present la jurisprudència del Tribunal de Justícia de les comunitats europees, cas Comissió versus Bèlgica, de 17 de desembre de 1980.